# Stephen Gilman
Stephen Gilman (Chicago, 1917 - Cambridge, Massachusetts, 23 de noviembre de 1986) fue un profesor de literatura e hispanista estadounidense.
En 1940 recibió su título de Bachiller en Artes summa cum laude en la Universidad de Princeton, donde estudió y fue discípulo de Américo Castro, y se doctoró en 1943 en la misma institución. Tras pasar dos años de servicio militar, volvió a Princeton como profesor ayudante de 1946 a 1948. Se casó con Teresa Guillén, hija del poeta español Jorge Guillén y hermana del catedrático de literatura comparada Claudio Guillén. En 1948 pasó a la Ohio State University como profesor asociado y en 1950 fue promovido a profesor. Fue profesor asociado en Harvard en 1956 y profesor de esta misma universidad desde 1957 hasta su retiro en 1985. En 1984 el rey Juan Carlos I laureó al profesor Gilman con el premio de Artes y Letras por sus contribuciones al hispanismo.
Como hispanista dedicó su interés estudioso a analizar el Cantar de mio Cid, el Lazarillo de Tormes, el teatro de Lope de Vega y, sobre todo, La Celestina, libro sobre el cual sus opiniones fueron muy discutidas al seguir los planteamientos ideológicos de su maestro Américo Castro. También estudió La cartuja de Parma de Stendhal y el Huckleberry Finn de Mark Twain. Entre sus obras se encuentran The Art of "La Celestina" (1956) y The Spain of Fernando de Rojas (1972), Galdós and the Art of the European Novel (Princeton, 1981; la versión en español, revisada por el autor, lleva el título de Galdós y el arte de la novela europea 1867-1887 Madrid: Taurus, 1985), Cervantes and Avellaneda (México, 1951) y la póstuma The Novel According to Cervantes (Berkeley, 1989).